# Juan Antonio de Ribera y Fernández de Velasco
Juan Antonio de Ribera y Fernández de Velasco   (Madrid, 27 de maig de 1779 - Madrid, 15 de juny de 1860) va ser un pintor neoclàssic espanyol, el més destacat d'aquest moviment a Espanya, per davant de José de Madrazo i José Aparicio, malgrat que no va tenir tanta fama a causa de la projecció social dels seus coetanis i la seva humilitat de caràcter. Pensionat des de la seva infantesa per dedicar-se a la pintura, va formar-se amb Bayeu a Madrid i David a París, i ben aviat es va convertir en un dels artistes amb més renom, amb èxit entre els estrangers presents a França. Va rebre una important pensió del rei Carles IV, de qui va ser pintor de cambra en l'exili i, més tard, va continuar exercint aquest càrrec a la cort de Madrid al servei de Ferran VII. Va tornar a ser pintor de cambra el 1857, durant el regnat d'Isabel II. També va ser acadèmic de la Reial Acadèmia de Belles Arts de Sant Ferran i director del Museu del Prado.

## Infància
Va néixer a Madrid el 27 de maig de 1779 i batejat a la parròquia de Sant Just, fill d'Eusebio Ribera i de Petra Fernández de Velasco. Va passar els primers cinc anys de vida al poble de Navalcarnero, d'on era originària la seva mare. Va ser deixeble de l'imatger Josep Piquer, i des de 1790 de Francisco Bayeu, tot i que Manuel Ossorio afirma que va ser amb Ramón Bayeu. Ribera va quedar orfe, sense béns i fortuna i passà a les Escoles Pies de Madrid a pintar una col·lecció de venerables de l'orde, per mediació del pare Luis Mínguez, que li va aconseguir una pensió de sis rals diaris dels fons de Correus per dedicar-se a la pintura.

## Formació a París
Va rebre aquesta assignació fins que es va instal·lar amb el seu germà Manuel, rellotger de cambra de Carles IV, que el va ajudar a participar en un concurs de la Reial Acadèmia de Belles Arts de Sant Ferran el 1802. Va presentar-hi una còpia de la Caiguda de Crist camí del Calvari de Rafael del Museu del Prado, i va assolir el segon premi de primera classe i, a més, va aconseguir una pensió de 7.000 rals anuals per estudiar a França.
Va instal·lar-se a París, on va ser deixeble de Jacques-Louis David, de qui va rebre la influència del neoclassicisme més rigorós i va esdevenir-ne un dels millors deixebles. Va pintar en aquella època algun retrat, una Sagrada Família, adquirida per uns anglesos, però destaca sobretot Cincinnat deixa l'arada per dictar les lleis a Roma, datada vers 1806, quan consta enregistrat com a alumne de l'Escola de Belles Arts de París. La pintura va entusiasmar al seus mestre, de qui s'afirma que va abraçar Ribera en presència de la resta de deixebles, i l'obra va ser una de les més reconegudes de l'època, i és considerada obra cabdal del neoclassicisme espanyol. Les notícies sobre el seu èxit van fer que Carles IV augmentés la seva pensió fins als 12.000 rals.

## Pintor de cambra de Carles IV
A causa de la situació de conflicte entre França i Espanya, va quedar-se sense assignació i va dedicar-se a copiar les grans obres de les conquestes de Napoleó, que es van disputar compradors estrangers. En aquest moment el príncep Iussúpov, ambaixador rus, va fer-li una oferta ferma per anar a treballar a la cort de Sant Petersburg, però Ribera va rebutjar l'oferta, de fet, va traslladar-se a Roma al servei dels reis exiliats Carles IV i Maria Lluïsa de Parma, que el van nomenar pintor de cambra l'1 d'agost de 1811, i que el van honorar amb ser padrins quan va néixer el seu únic fill, Carlos Luis, que va seguir els seus passos en la pintura. En aquesta ciutat també va ser nomenat acadèmic de l'Acadèmia de Sant Lluc.
Durant aquest període va dedicar-se a fer una llarga llista de pintures religioses i va continuar exercint com a copista. Destaquen les obres Crist crucificat, actualment al Palau del Pardo, i les Al·legories de les estacions, avui al Museu del Prado.

## Retorn a Espanya
Després de la mort dels reis, i acabada la Guerra del Francès, Ferran VII, va nomenar-lo també pintor de cambra el 17 de setembre de 1816, comissionant-lo a portar tots els seus quadres que pertanyien al monarca. Ribera va tornar a Espanya el 1818, i va ser rebut el 23 de gener de 1820 la Reial Acadèmia de Belles Arts de Sant Ferran, que va nomenar-lo acadèmic de número, i el 10 d'agost de 1827 tinent-director dels seus estudis, de manera que va poder consagrar-se a l'art i augmentar la seva reputació. Com a pintor de cambra va pintar retrats de la família reial i el 1825 va pintar el Parnàs dels grans homes d'Espanya a les voltes del Palau del Pardo, també va decorar el 1829 les voltes del saló Gasparini del Palau Reial de Madrid i l'Apoteosi del rei Ferran de Castella. També va ocupar-se de recórrer els llocs reials per recopilar pintures per al Museu del Prado.
El 1835 va perdre el seu càrrec a la cort i va retirar-se a Navalcarnero, on va dedicar-se només a la pintura, i tres anys després va adquirir l'ermita de Sant Roc i la va reedificar, enriquint-la amb una còpia de El pasme de Sicília, de Rafael, i els seus originals La Mare de Déu en el tron amb el Nen Jesús, Sant Roc i Sant Rafael. El 14 de desembre de 1838 va ser nomenat professor de dibuix del natural a l'Acadèmia de Sant Ferran.
Vinculat de nou a la família reial, va ser professor de pintura del rei consort Francesc d'Assís de Borbó. El 26 de maig de 1857 va esdevenir el primer pintor de cambra d'Isabel II i director del Reial Museu de Pintures després de la dimissió de José de Madrazo. En l'exercici d'aquest càrrec va dedicar-se a la restauració de pintures antigues, que havia iniciat el seu predecessor, i va millorar-ne la seguretat, infraestructures bàsiques, i va reeditar un catàleg del museu que va estar vigent fins a 1868.
Va morir el 15 de juny de 1860 a conseqüència d'una pleuritis aguda.